# Éclipse (bande dessinée)
Pour les articles homonymes, voir Éclipse (homonymie).
Éclipse est une série de bande dessinée de science-fiction écrite par Antoine Ozanam et dessinée par Sébastien Vastra dont le premier tome est sortie dans les libraires le 17 janvier 2007.

## Synopsis
Une jeune femme, aventurière du XXIVe siècle, à la recherche de son père disparu dans une guerre des mondes, prête à traverser toute la galaxie et affronter tous les dangers pour le retrouver !

## Commentaire
Sébastien Vastra, qui vient d'enterrer la série Mâchefer avec le scénariste Fred Duval dont le quatrième ne verra jamais le jour, rencontre et travaille avec Antoine Ozanam en 2005.
En janvier 2006, le titre Eclipse apparaît sur le Catalogue Vents d'Ouest avec une couverture provisoire représentant une grosse voiture grue dans un fond sombre de couleur marron-orange foncé.
Sébastien Vastra arrive à Lille pour boucler le premier tome.
Les auteurs reçoivent en septembre 2006 le projet d'une autre couverture qui nous montre Mika en premier plan sur la pelouse peu fleurie avec d'autres personnage derrière elle et un vaisseau spatial en repos sous le ciel bleu nuageux.
Novembre 2006, la couverture est à nouveau changée, mais officielle : Cette fois, c'est Mika seule dans le vent presque au-dessous du vaisseau spatial qui vient de décoller.
Le premier tome est finalement dans les librairies, le 17 janvier 2007.

## Albums
| N° | Titre   | Date           | Couleurs                            | Collection  | ISBN                     | Notes |
| -- | ------- | -------------- | ----------------------------------- | ----------- | ------------------------ | --- |
| 1  | Au-delà | janvier 2007   | Christophe Lacroix                  | Fantastique | (ISBN 978-2-7493-0219-5) | |
| 2  | Dédale  | février 2008   | Christophe Lacroix Sébastien Vastra | Fantastique | (ISBN 978-2-7493-0357-4) | Ce tome, qui comprend également un cahier graphique de huit pages en début d'ouvrage, est sorti en avril. |
| 3  | Schwarz | septembre 2009 | Sébastien Vastra                    | Fantastique | (ISBN 978-2-7493-0474-8) | |